# لیگ برتر فوتبال آلمان شرقی ۵۵–۱۹۵۴
لیگ برتر فوتبال آلمان شرقی ۵۵-۱۹۵۴ ششمین دوره لیگ برتر فوتبال آلمان شرقی بود.
در این دوره باشگاه فوتبال قوت-وایس ارفوت با ۳۴ امتیاز قهرمان شد.

## جدول مسابقات
| رتبه | تیم                             | بازی | برد | مساوی | باخت | زده | خورده | تفاضل | امتیاز |
| ۱    | باشگاه فوتبال قوت-وایس ارفوت    | ۲۶   | ۱۳  | ۸     | ۵    | ۵۸  | ۲۵    | +۳۳   | ۳۴     |
| ۲    | باشگاه فوتبال ارتسگبیرگ آئو     | ۲۶   | ۱۳  | ۷     | ۶    | ۶۲  | ۳۸    | +۲۴   | ۳۳     |
| 3    | SC Rotation Leipzig             | ۲۶   | ۱۰  | ۱۰    | ۶    | ۵۸  | ۴۷    | +۱۱   | ۳۰     |
| ۴    | باشگاه فوتبال درسدنر            | ۲۶   | ۱۳  | ۳     | ۱۰   | ۶۴  | ۵۵    | +۹    | ۲۹     |
| ۵    | باشگاه فوتبال تسویکاو           | ۲۶   | ۱۳  | ۲     | ۱۱   | ۵۱  | ۴۹    | +۲    | ۲۸     |
| 6    | SC Aktivist Brieske-Senftenberg | ۲۶   | ۱۱  | ۵     | ۱۰   | ۳۷  | ۴۴    | -۷    | ۲۷     |
| 7    | SC Dynamo Berlin                | ۲۶   | ۱۲  | ۲     | ۱۲   | ۵۰  | ۴۹    | +۱    | ۲۶     |
| ۸    | باشگاه فوتبال اف‌سی فرانکفورت    | ۲۶   | ۱۰  | ۶     | ۱۰   | ۴۳  | ۴۶    | -۳    | ۲۶     |
| ۹    | باشگاه فوتبال هانزا روستوک      | ۲۶   | ۱۲  | ۲     | ۱۲   | ۲۹  | ۳۳    | -۴    | ۲۶     |
| ۱۰   | باشگاه فوتبال کمنیتسر           | ۲۶   | ۸   | ۹     | ۹    | ۳۴  | ۴۳    | -۹    | ۲۵     |
| ۱۱   | باشگاه فوتبال زاکسن لایپزیگ     | ۲۶   | ۹   | ۶     | ۱۱   | ۳۲  | ۳۸    | -۶    | ۲۴     |
| ۱۲   | باشگاه فوتبال فورتونا بابلسبرگ  | ۲۶   | ۱۰  | ۳     | ۱۳   | ۳۶  | ۳۶    | ۰     | ۲۳     |
| ۱۳   | باشگاه فوتبال هالشر             | ۲۶   | ۸   | ۴     | ۱۴   | ۲۸  | ۵۲    | -۲۴   | ۲۰     |
| 14   | Fortschritt Meerane             | ۲۶   | ۵   | ۳     | ۱۸   | ۳۱  | ۵۸    | -۲۷   | ۱۳     |